# جامع فتح أباد
جامع فتح أباد (بالفارسية: مسجد جامع فتح‌آباد) هو مسجد تاريخي يعود إلى عصر القاجاريين، ويقع في فتح أباد، مقاطعة فردوس.